# Nāḩiyat an Naşr wa as Salām
Nāḩiyat an Naşr wa as Salām (arabiska: ناحية النصر و السلام) är ett underdistrikt i Irak.   Det ligger i provinsen Bagdad, i den centrala delen av landet, 40 km väster om huvudstaden Bagdad.